# King’s Quest IV: The Perils of Rosella
King’s Quest IV: The Perils of Rosella ist ein Computerspiel des US-amerikanischen Entwicklers Sierra On-Line aus dem Jahr 1988. In dem Fantasy-Adventure übernimmt der Spieler die Rolle von Prinzessin Rosella, die für ihren Vater, König Graham von Daventry, eine magische Frucht finden muss. King’s Quest IV war das erste PC-Spiel, welches eine Soundkarte unterstützte.

## Handlung
König Graham hat einen Herzanfall erlitten und bewegt sich am Rande des Todes. Die gute Fee Genesta verständigt Rosella durch den magischen Spiegel und bietet ihre Hilfe an. Genesta teleportiert Rosella zum Land von Tamir, wo sie etwas über eine magische Frucht erfährt, die ihren Vater heilen kann. Aber Genesta selbst wird bald sterben, wenn ihr ein magischer, von ihrer bösen Schwester Lolotte gestohlener Talisman nicht zurückgegeben wird. Rosella muss Lolottes Vertrauen gewinnen, indem sie drei Aufgaben für sie ausführt. Sie muss dann die böse Fee besiegen, um den Talisman wiederzufinden und nach Hause zu Daventry zurückzukehren. Glücklicherweise hat sich Lolottes Sohn Edgar in Rosella verliebt und wird sie unterstützen.

## Spielprinzip und Technik
Dieses Spiel war das einzige der Folge, in dem die Handlung während einer bestimmten und beschränkten Zeitperiode stattfindet. Die Ereignisse dauern ungefähr 24 Stunden. Einige Aktivitäten müssen während des Tages vervollständigt werden, während andere Puzzles nur bei Nacht gelöst werden können.
Es ist möglich, King’s Quest IV zu beenden, ohne die magische Frucht zurückzuholen. Dieser Weg aber führt zu einem tragischen Ende.

## Entwicklungs- und Veröffentlichungsgeschichte
King’s Quest IV wurde gleichzeitig in der AGI- und der SCI-Engine produziert und veröffentlicht. Die AGI-Engine wurde in allen früher erschienenen Sierra-Adventures benutzt, die SCI-Engine in allen späteren. Die Hauptvorteile von SCI sind eine höhere Videoauflösung (320 × 200 anstatt 160 × 200), Soundkartenunterstützung, Mausunterstützung und ein vielseitigeres Scripting-System. Die AGI-Version wurde entwickelt, weil Sierra annahm, dass die damaligen Low-End-Systeme nicht im Stande wären, die SCI-Version zu betreiben und eine abgespeckte Version des Spiels verlangen würden. Den Verkaufszahlen folgend wurde der Vertrieb der AGI-Version jedoch kurz nach Release eingestellt. Heute ist sie eine Sammler-Rarität.
King’s Quest IV war das erste kommerzielle Unterhaltungsprodukt, welches optionale Soundkarten und Synthesizer wie AdLib und Roland MT-32 unterstützte. Dies erlaubte es dem Team, realistische Klangeffekte sowie einen orchestralen Soundtrack in das Spiel einzuschließen. Dinge, die mit dem üblichen Ein-Kanal-Systemlautsprecher vorher unmöglich waren. Das Spiel enthält über 75 Musikstücke von William Goldstein, einem in Hollywood bekannten Komponisten (z. B. für die Fernsehserie Fame von 1982).
Das Gameplay der beiden Versionen ist identisch, außer dass die SCI-Version einen erweiterten Parser enthält. Außerdem ist das berühmte Easter Egg „beam me“ (das Rosella in ein geheimes Zimmer mit dem nachgestellten Entwicklerteam transportiert) ausschließlich in der AGI-Version 2.0 enthalten.
Dank ScummVM kann King’s Quest IV auf vielen weiteren Betriebssystemen gespielt werden, darunter Linux, macOS und Windows 10.

## Rezeption
Das britische Magazin Computer and Video Games notierte „prächtige“ Grafiken und Animationen. Kritisiert wurden ungelenk und teilweise möglicherweise unabsichtlich integrierte Geschicklichkeitsprüfungen. In Summe sei The Perils of Rosella das bis dato beste Spiel, das Sierra On-Line hervorgebracht habe.